# Nicolás de Piérola
José Nicolás Baltazar Fernández de Piérola y Villena (Arequipa, 5 de enero de 1839-Lima, 23 de junio de 1913), conocido como Nicolás de Piérola (con una versión acortada de su apellido paterno) y apodado «El Califa», fue un político peruano que ocupó la presidencia del Perú en dos oportunidades: la primera, de facto, de 1879 a 1881; y la segunda, de jure, de 1895 a 1899. Según opinión de diversos autores, es el presidente peruano más importante del siglo XIX, junto a Ramón Castilla.
De 1869 a 1871 fue ministro de Hacienda y Comercio del gobierno de José Balta, bajo cuya gestión se firmó el denominado Contrato Dreyfus, por el cual se concedía a la empresa francesa Dreyfus de París el monopolio de exportación del guano.
Entre 1874 y 1877 intentó en varias ocasiones derrocar a los gobiernos de Manuel Pardo y de Mariano Ignacio Prado, en la última de las cuales abordó el monitor Huáscar con el que enfrentó con éxito a dos buques de la marina británica en el combate de Pacocha. Pero derrotada su intentona golpista, tuvo que exiliarse en Bolivia y Chile.
En 1879, con el inicio de la guerra con Chile y la ausencia del presidente Mariano Ignacio Prado, dio un golpe de Estado y se alzó con el poder en calidad de jefe supremo de la República. Organizó la defensa de Lima, creando dos líneas defensivas al sur de la capital, pero sufrió las derrotas de San Juan y Miraflores, luego de las cuales las tropas chilenas ocuparon Lima (enero de 1881). Luego estableció su gobierno en la sierra peruana, en Ayacucho, donde convocó a una Asamblea Nacional que el 29 de julio de 1881 lo nombró presidente provisorio. Planeó resucitar la antigua Confederación Peruano-Boliviana para atacar a Chile por la retaguardia, pero asediado por sucesivos pronunciamientos militares, dimitió en noviembre de 1881 y partió hacia Europa.
En 1884 fundó el Partido Demócrata y en 1895, después de aliarse con el Partido Civil, organizó partidas guerrilleras, en el marco de la revolución desatada contra el gobierno del presidente Andrés A. Cáceres. Partiendo desde Pisco, avanzó hacia el norte para finalmente ocupar la ciudad de Lima, provocando la renuncia de Cáceres. Luego de lo cual fue elegido presidente constitucional de la República. Hasta terminar este segundo mandato en 1899 realizó importantes reformas económicas y logró una estabilidad política en el país, consolidando el sistema presidencialista. Fue el artífice de la Reconstrucción Nacional y quien inauguró la etapa llamada República Aristocrática, que se prolongaría durante las dos primeras décadas del siglo XX. Luego de culminado su mandato, se mantuvo alejado prácticamente de la actuación pública, hasta su muerte en Lima, en 1913.

## Biografía
Nicolás de Piérola fue el hijo mayor de José Nicolás Fernández de Piérola y Flores del Campo y de Teresa Villena y Pérez. Sus padres residían en Camaná—ciudad donde su bisabuelo Juan Lucas Antonio Nicolás Flores del Campo era alcalde y coronel de milicias—, pero se trasladaron a Arequipa para su nacimiento. Fue bautizado el mismo día de su nacimiento en el templo de La Recoleta. Su padre, que era naturalista y docente, fue ministro de Hacienda durante el gobierno de José Rufino Echenique, entre 1852 y 1853.
En 1853, con solo 14 años, ingresó al seminario conciliar de Santo Toribio, en Lima. Allí estudió, entre otros cursos, Teología y Derecho, llegando a dictar el curso de Filosofía cuando aún no había terminado sus estudios. Pero abandonó el Seminario en 1860 y poco después se casó con su prima-hermana Jesusa de Iturbide, hija de Nicolasa Fernández de Piérola y de Agustín de Iturbide (homónimo sin relación con el emperador Agustín I y su familia). Sus hijos fueron: Pedro José Nicolás, Eva María, Raquel, Isaías, Luis Benjamín, Amadeo y Victoria.
Sus padres fallecieron en 1857, y él se dedicó a actividades mercantiles y al periodismo; en este último campo colaboró ocasionalmente en periódicos de inspiración católica, como La Patria y El Progreso Católico. Entre 1864 y 1865 editó su propio periódico, El Tiempo, que apoyó al gobierno de Juan Antonio Pezet.
Su carrera política la inició a los 30 años, durante el gobierno del coronel José Balta, llamado por este, gracias a la recomendación de su primo político, el expresidente José Rufino Echenique, para desempeñar el Ministerio de Hacienda, asumiendo así la tremenda responsabilidad de sacar al país de la crisis económica.

### Ministro de Hacienda (1869–1871)
Piérola ocupó el Ministerio de Hacienda de 5 de enero de 1869 a 18 de julio de 1871 (aunque descontando un breve intervalo en el que fue reemplazado por Manuel Ángulo, de noviembre de 1869 a febrero de 1870). Su primera medida fue pedir autorización al Congreso de la República para negociar directamente (sin consignatarios) la venta del guano al extranjero, en un volumen que bordeaba las dos millones de toneladas métricas. La casa judío-francesa Dreyfus Hnos., cuyo titular era el judío-francés Auguste Dreyfus, aceptó la propuesta.
El contrato entre el gobierno peruano y la casa Dreyfus se firmó el 5 de julio de 1869 y fue aprobado por el Congreso el 11 de noviembre de 1870. El contrato se llevó adelante a pesar de las protestas de los capitalistas peruanos o consignatarios, que quisieron suplantar a la Casa Dreyfus, llegando incluso a obtener a su favor un fallo de la Corte Suprema. Pero al final se impuso la voluntad del gobierno de llevar adelante la ejecución del contrato.
Este contrato significó la venta de dos millones de toneladas de guano por valor de 73 millones de soles. La suma obtenida permitió al gobierno de Balta emprender una gigantesca política de obras públicas, especialmente la construcción de ferrocarriles.
Al concluir el gobierno de Balta, el Congreso debatió una acusación contra Piérola referente a las responsabilidades de su gestión como ministro, de la cual fue absuelto el 21 de noviembre de 1872, aunque Piérola tuvo que continuar su defensa a través de las páginas de La Patria.

### Revolucionario (1874–1877)
Tras ser tachada por los civilistas su elección como diputado por Arequipa, Piérola viajó a  Chile, y de allí a Francia, donde participó de la vida frívola parisiense. De regreso a América, inició desde el puerto chileno de Quintero una revolución contra el gobierno de Manuel Pardo, zarpando hacia el Perú en una pequeña embarcación llamada El Talismán, el 11 de octubre de 1874. En plena travesía fue nombrado Jefe Supremo Provisorio. Fondeó primero en Pacasmayo pero eludió a la flota peruana y se dirigió al Sur, desembarcando en Ilo. Ocupó Moquegua y planeó ocupar Arequipa, pero fuerzas procedentes de Lima lo derrotaron, el 30 de diciembre de 1874. Así finalizó la llamada «Expedición del Talismán».
Piérola huyó a Bolivia para luego trasladarse a Chile, en 1875, donde emprendió otra insurrección, ya bajo el gobierno de Mariano Ignacio Prado. Se trasladó a Arica, el 3 de octubre de 1876 y con algunos partidarios reunidos en Torata, tomó nuevamente  Moquegua, el 6 de octubre. Pero tuvo que retirarse al aproximarse las fuerzas gobiernistas, siendo alcanzado y derrotado en Yacango, el 19 de octubre, por lo que partió nuevamente al destierro

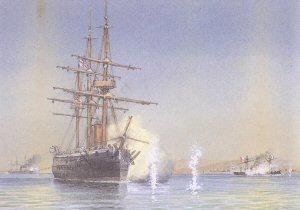
Combate de Pacocha (29 de mayo de 1877). En primer plano está el HMS Shah.

Sin embargo, su obstinación lo arrastró hacia un tercer intento revolucionario. Pero esta vez planificó mejor su accionar. Sus partidarios capturaron el Huáscar, surto en la bahía del Callao, el 6 de mayo de 1877, para poner luego proa al sur, hasta el litoral boliviano, recalando en Cobija, donde subieron a bordo a Piérola e izaron la insignia presidencial. El gobierno peruano ofreció una recompensa a quienes sometieran al Huáscar, colocándolo prácticamente en la categoría de buque pirata. Los revolucionarios, en sus correrías al bordo del Huáscar, detuvieron a dos embarcaciones mercantes con bandera británica, lo que motivó que el almirante inglés A. M. Horsey, entonces de visita en el Callao, amenazara con capturar al monitor para entregarlo a las autoridades peruanas. Ello fue tomado por Piérola como una intromisión extranjera en los asuntos del Perú y respondió a Horsey de manera altanera; para él, ya no se trataba de derrocar al gobierno peruano sino de defender la honra nacional. Frente a Pacocha el monitor trabó un combate con las fragatas británicas HMS Shah y HMS Amethyst, el 29 de mayo de 1877. El monitor, aunque notoriamente inferior en poderío a los poderosos navíos de la armada británica, logró poner en retirada a estos, quedando dueño de las aguas. Luego de esta hazaña, Piérola se entregó en Iquique a las autoridades peruanas y pactó una honrosa capitulación. Y conducido al Callao, prefirió emprender viaje a Chile y luego a Europa. Este episodio cimentó la popularidad de Piérola, hasta convertirlo en un caudillo legendario.

### Jefe Supremo de la República (1879-1881)
Piérola regresó a Chile en marzo de 1879 al agudizarse el conflicto con Bolivia y, fracasada la mediación peruana, retornó al Perú con el diplomático José Antonio de Lavalle.  Iniciada la guerra del Pacífico, Piérola ofreció sus servicios al gobierno, pero fue rechazado. El presidente Mariano Ignacio Prado se trasladó a Arica para dirigir la guerra pero tras la derrota en la campaña del sur retornó a Lima el 28 de noviembre de 1879. Prado informó de los pormenores de la guerra a su gabinete ministerial; este lo autorizó a para que viajara al extranjero y comprara buques y armamento. Encargado del gobierno quedó el vicepresidente Luis La Puerta, de 68 años.
El vicepresidente La Puerta no fue aceptado por las guarniciones de Lima y Callao. Piérola se sublevó el 21 de diciembre de 1879, contando con el apoyo del batallón Artesanos de Ica. Sus tropas tuvieron un enfrentamiento muy serio con las tropas del general Manuel González de la Cotera. El 23 de diciembre de 1879, una reunión de vecinos en la Municipalidad presidida por el alcalde Guillermo Seoane, invistió a Piérola con el carácter de Jefe Supremo de la República, asumiendo personalmente todas las funciones ejecutivas y legislativas del gobierno con el carácter de dictador.
En su ensayo Nuestros indios, el escritor Manuel González Prada le acusa de la masacre de Amantani contra los indios de esa isla del lago Titicaca, y señala que las masacres de Ilave y Huanta se produjeron en su segundo mandato.
Mediante decreto del 22 de mayo de 1880 (refrendado por Miguel Iglesias), Piérola privó a Prado del título y los derechos de ciudadano del Perú, por ausentarse del país, a lo que consideró como una «vergonzosa deserción y fuga». También lo condenó a la degradación pública, tan pronto fuera habido. Por ello, Prado no pudo regresar al Perú en ese entonces, como era su voluntad. Regresaría algunos años después, en 1886, luego que el gobierno de Cáceres anulara ese decreto.
Entre las medidas de la dictadura de Piérola, citamos las siguientes:
- Promulgó su propio estatuto para normar los actos de la dictadura.[12]
- El 11 de junio de 1880 firmó un pacto de unión con Bolivia, cuyo fin era poner los cimientos a una nueva entidad geopolítica, que se llamaría los Estados Unidos Perú-Bolivianos, sobre la base de la conversión de los departamentos de ambas repúblicas en Estados federales.[13]
- Impuso control estricto a las informaciones periodísticas. Varios directores fueron apresados en los primeros días y algunos diarios fueron clausurados. Por ejemplo, El Comercio no reapareció sino hasta después de tres años.[14]
- Para restablecer el crédito, adjudicó la propiedad de los ferrocarriles del Estado a los tenedores de bonos de la deuda externa.
- Intentó conseguir más créditos suscribiendo un nuevo contrato con la casa Dreyfus.
- Pero, naturalmente, centró su interés en la guerra con Chile. Tras las derrotas en Tacna y Arica, mandó plenipotenciarios a las negociaciones en el USS Lackawanna, que fracasaron.[15]
- Ante la amenaza chilena de llevar la guerra a la capital misma, organizó la defensa de Lima, asumiendo el comando supremo del llamado Ejército de Línea, formado a base de los ejércitos del Centro y del Norte. Llamó a filas a los ciudadanos hábiles de entre 16 y 60 años de edad, y nombró jefe de Estado Mayor del Ejército al general Pedro Silva. El ejército, distribuido en 4 divisiones, comandadas por Suárez, Dávila, Cáceres e Iglesias, se distribuyó en dos líneas de defensa: una que se extendía desde Chorrillos hacia el Morro Solar y la otra en Miraflores. Estas líneas eran demasiado extensas y, por lo mismo, vulnerables. La artillería montada en los cerros adyacentes, tampoco ofrecía garantía en cuanto a su efectividad.[16]

#### Críticas a su actuación en la guerra del Pacífico

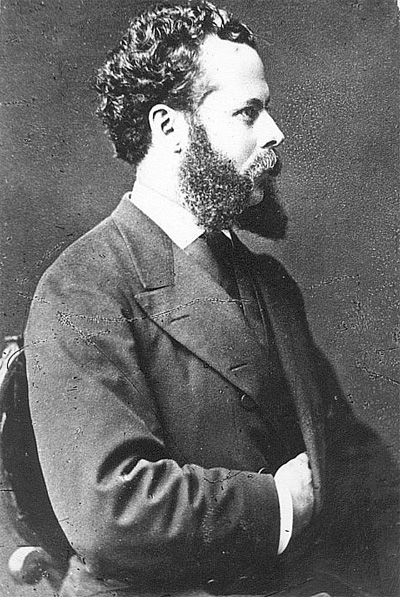
Nicolás de Piérola.

Las críticas a Piérola se fundamentan en que en los momentos más críticos de la guerra, habría priorizado sus intereses políticos a los intereses de la nación, al colocar en los mandos militares a sus principales allegados, fueran militares o no, desplazando a experimentados oficiales. Un ejemplo de ello sería el de Juan Martín Echenique, un civil al que se le conocía solo como negociador o diplomático en tiempos de Balta, pese a lo cual recibió el rango de coronel y un importante mando en el Ejército de Reserva.
Se le atribuye también dividir las fuerzas  peruanas, al organizar un inútil Segundo Ejército del Sur, acantonado en Arequipa al mando del coronel Segundo Leiva, cuya lentitud impidió que llegara a tiempo a la batalla de Tacna, y que, pese a que se le ordenó seguir hacia Arica (donde continuaban los peruanos resistiendo bajo el mando de Bolognesi), regresó a Arequipa.
Así también, se asevera que se dejó llevar por una mezquina rivalidad personal en su relación con el jefe político militar del Sur, el contralmirante Lizardo Montero, quien años antes le había derrotado, durante su etapa de revolucionario contra el gobierno de Pardo. Piérola le quitó a Montero el mando político y le dejó solo el militar, y no conforme con ello, desatendió los insistentes pedidos de dicho jefe para aprovisionar el ejército acantonado en Arequipa. Este ejército nunca llegó a entrar en acción.
Asimismo también se critica la protección brindada al coronel Agustín Belaúnde, jefe del batallón Cazadores de Piérola, quien no sólo votó a favor de la capitulación de la plaza de Arica ante el ejército chileno, sino que desertó y huyó días previos al combate.
En definitiva, los adversarios de Piérola, responsabilizaron a este de la caída de las plazas de Tacna y Arica en 1880, al no brindarles apoyo logístico. Pero esta opinión pasa por alto el hecho que, desde el momento en que Chile se hizo del dominio marítimo tras el combate de Angamos, se hacía imposible una gran movilización para apoyar a Tacna y Arica.
En el aspecto económico, los planes de Piérola durante la guerra agravaron la precariedad económica del país. Si bien el presidente Prado había logrado casi finiquitar el contrato con el Credit Industrial Bank, Piérola lo anuló y contrató un acuerdo con Dreyfus a quien autorizó la explotación y exportación del guano ya en poder de los chilenos; sin embargo, Dreyfus, contando con su apoyo, se hizo cobrar a cuenta de las arcas peruanas más de 1 millón de libras esterlinas, sin haber amortizado los 6 millones de libras que debía al estado peruano. Esto conllevó a que influyentes grupos financieros europeos dejaran de apoyar al Perú y se alinearan con Chile para poder cobrar la deuda nacional con el guano y salitre de los territorios ocupados por el ejército de este país.
En medio de una crisis extrema en la guerra del Pacífico, se dice que Piérola encontró excelentes oportunidades para malversar y saquear los fondos destinados a la defensa nacional. Jamás se presentó cuenta o registro oficial alguno para justificar los retiros y el gasto de entre 95 y 130 millones de soles durante el año de dictadura de Piérola: una investigación oficial llevada a cabo años más tarde encontró que durante la guerra hubo irregularidades extremas en el manejo de los fondos y gastos públicos, pero nunca se impuso sanción alguna.
Piérola también impidió la compra del acorazado Stevens Battery, una nave de combate estadounidense que había sido ofrecida a bajo precio a los agentes peruanos enviados por el presidente Prado. Sin embargo, esta decisión si fue acertada, pues dicha nave era inservible y años después fue rematada en Nueva York como chatarra.
Cuando los chilenos optaron por atacar Lima luego de sus triunfos en Tacna y Arica, Piérola, siguiendo la opinión de algunos consejeros militares, dividió el ejército de reserva en dos débiles líneas de defensa al sur de Lima. Esta estrategia se inspiraba en diversos ejemplos de guerras de la época (por ejemplo, la guerra ruso-turca de 1877–1878), en las que se había aplicado con éxito la implementación de trincheras defendidas por infantes armados con buenos fusiles. Diversos observadores han hecho notar el error de tal decisión (los combatientes peruanos carecían de "buenos fusiles") y suponen que lo más acertado habría sido concentrar las tropas en zonas estratégicas para desordenar el ataque del enemigo. La mayoría de los soldados eran montoneros llegados de distintos puntos del país y civiles de toda clase de la ciudad de Lima (dos de los cuales eran los escritores Ricardo Palma y Manuel González Prada) y algunos soldados de línea que habían sobrevivido después de las desastrosas campañas del sur. Lo más grave era que estaban mal vestidos y peor armados.
Piérola también mandó instalar cañones de relativo poder sobre la cima del cerro San Cristóbal, que dominaba la capital, para poder atacar desde allí a los chilenos, en momentos en que se creía que estos atacarían por el norte; sin embargo, los chilenos avanzarían desde el sur. Este emplazamiento fue bautizado por él mismo como «Ciudadela Piérola» y nunca entró en acción, siendo capturado por los chilenos cuando estos tomaron la ciudad.
Otra de los reproches que se le hacen a Piérola es el no haber ordenado un ataque contra los chilenos, cuando estos, luego del saqueo y destrucción de Chorrillos, se hallaban alcoholizados y peleándose entre ellos. Piérola se negó a autorizar esta operación, pues la consideró muy riesgosa. Aunque Cáceres, en sus memorias, insiste en sostener que se perdió una oportunidad única para infligir al enemigo un grave revés, lo cierto era que, descontando a los soldados chilenos ebrios e indisciplinados (quienes, según cálculos del historiador Carlos Dellepiane, no sobrepasaban el número de dos mil), el grueso del Ejército chileno (25 000 efectivos) se hallaba alerta para responder cualquier sorpresa. No obstante, este episodio es uno de los que más han alimentado la leyenda negra contra Piérola y hasta se le ha llegado a responsabilizar de la derrota peruana, por no haber dado la orden que, supuestamente, hubiese revertido el curso de la guerra.
La derrota de los peruanos en San Juan y Miraflores hizo que Piérola abandonara Lima y se adentrara en la sierra, dejando el gobierno acéfalo. Atribuyó su derrota a la indisciplina del ejército y a la escasez de material bélico.

#### Opiniones favorables hacia Piérola
En contraparte a las críticas sobre Piérola, el historiador José de la Riva Agüero y Osma ha opinado favorablemente sobre su actuación en la guerra: 

El encargarse del mando, que yacía en tierra abandonado de todos, en medio del desaliento y la consternación generales, en horas de peligro supremo, fue, todavía más que un acto de ambición, un acto de patriotismo, que casi merece el calificativo de heroico. Si Piérola con su entusiasmo, su actividad y su popularidad de caudillo, no hubiera alentado a la lucha, ¿habríamos opuesto acaso al invasor resistencia tan porfiada en San Juan y Miraflores, que si no dio la victoria, salvó a lo menos el honor de la capital?.

Enrique Chirinos Soto también ensalza la labor de Piérola y lo compara con Léon Gambetta, el héroe civil de la defensa de París de 1870:

Piérola es el alma de la resistencia del Perú, como el alma de la resistencia de Francia fue Gambetta, a quien conoció personalmente en uno de sus viajes a Europa. Como Gambetta, Piérola se improvisa militar. Ya Napoleón III se había rendido en Sedán, cuando Gambetta se encarga, por propia decisión, de proseguir la lucha contra los prusianos, tal como ya el Perú estaba claramente derrotado cuando Piérola asume el poder. Gambetta defiende a París, como Piérola defiende a Lima. Al fin de cuentas, los prusianos entran a París, como los chilenos ingresan a Lima. Pero no se encuentra todavía en el Perú el monumento a Piérola como el que, en el corazón de la Ciudad Luz, la gratitud de Francia ha levantado a la memoria heroica e ilustre de Gambetta.

### Presidente provisorio. Su renuncia (1881)
Tras las derrotas en San Juan y Miraflores, y la ocupación de Lima por las tropas chilenas el 17 de enero de 1881, Piérola pasó a la sierra y declaró como capital o sede de gobierno el lugar donde él se encontrase. Finalmente, se estableció en Huamanga, donde convocó la Asamblea Nacional de Ayacucho, que se instaló el 28 de julio de 1881, ante la cual renunció a la dictadura.  La Asamblea, no obstante, lo invistió con el título de Presidente Provisorio y dio un Estatuto, también provisorio, el día 29 de julio. Como ministro general fue nombrado el marino Aurelio García y García. En octubre, Piérola conformó su gabinete ministerial, en el que figuraba Cáceres como ministro de Guerra, pero este gabinete nunca llegó a reunirse. Este gobierno fue paralelo al de Francisco García Calderón, el gobernante de La Magdalena.
Piérola se propuso continuar la guerra contra Chile y sugirió resucitar la Confederación Perú-Boliviana para atacar por retaguardia a los chilenos. Incluso, llegó a viajar a Bolivia para coordinar con el presidente boliviano Narciso Campero dicho plan. Pero sucesivos pronunciamientos realizados en Arequipa, Cajamarca y Chosica lo obligaron a renunciar a la presidencia el 28 de noviembre de 1881. En su proclama a la nación, declaró lo siguiente:

"El deber para con la Patria que me trajo al gobierno del país en momentos de suprema angustia nacional ha sido cumplido sin tregua ni  descanso durante dos años a pesar de todos los obstáculos y a costa de todos los sacrificios. Cumplo ese mismo deber separándome del gobierno y del país en la terrible situación creada al Perú por los dañados elementos que encierra en su seno. Ese mismo deber me impone silencio. Que la Providencia salve a la nación del abismo abierto ante ella por sus propios hijos"

 Luego, partió hacia Europa.

### Actividad política entre 1882 y 1894
Antes de partir a Europa, Piérola organizó en Lima las bases de un partido de carácter nacional, cuyo fin era unificar las fuerzas políticas del Perú, con las miras puestas en una futura reconstrucción del país (5 de febrero de 1882). Este llamado a la unidad política no tuvo eco, principalmente por la oposición del Partido Civil (que por entonces había adoptado el nombre de Partido Constitucional), que respaldaba a Francisco García Calderón. En Europa, Piérola gestionó la firma de la paz sin cesión territorial, buscando la mediación de Francia e Inglaterra, sin resultado.
Tras la firma del tratado de Ancón, Piérola regresó al Perú, siendo muy bien recibido por la ciudadanía en el Callao y Lima, el 8 de marzo de 1884. Evidentemente, las acusaciones que sus enemigos le hacían como presunto responsable de la derrota con Chile, jamás le restaron popularidad. Contra lo que se esperaba, no hizo oposición al gobierno del general Miguel Iglesias (1883-1886), aduciendo que la nación necesitaba tranquilidad y no confrontaciones políticas, a fin de favorecer su reconstrucción, a poco de sufrir una desastrosa guerra.
En julio de 1884 fundó el Partido Demócrata, conocido también como partido pierolista, cuya junta directiva estaba conformada por Serapio Orbegozo, Federico Panizo, Bernardo Roca y Boloña, Antonio Bentín, Manuel Pablo Olaechea, Lorenzo Arrieta, Lino Alarco, Manuel Jesús Obín, Manuel A. Rodulfo y Carlos de Piérola.
Se mantuvo neutral en las elecciones de 1886, las mismas que llevaron al poder al general Andrés A. Cáceres. Finalizando este gobierno en 1890, se organizaron elecciones. Piérola demostró su arraigo popular en una multitudinaria manifestación realizada en la Alameda de los Descalzos en Lima, donde se distribuyeron diez mil medallas a los afiliados demócratas. Pero al comprobar que el gobierno estaba determinado a imponer a toda costa a su candidato Remigio Morales Bermúdez, Piérola prefirió abstenerse a participar en los comicios.
La abstención de Piérola no tranquilizó al gobierno. El 10 de mayo de 1890, el caudillo demócrata fue apresado y sometido a juicio por su actuación durante la guerra con Chile, y aunque el proceso fue abandonado, permaneció preso por sus antecedentes levantiscos. Con la ayuda de sus amigos y de su hijo Amadeo, el 5 de octubre fugó de la cárcel, y luego de permanecer oculto por varios meses, se embarcó en el Callao rumbo a Guayaquil, el 14 de abril de 1891.
Una vez más, viajó a Europa. Dos años después reapareció en Valparaíso, Chile. Por esa época sus seguidores empezaron a llamarle “El Califa”.

### La Revolución de 1894-1895
El presidente Morales Bermúdez falleció súbitamente el 1 de abril de 1894, y no obstante corresponderle constitucionalmente el mandato a Pedro Alejandrino del Solar en su calidad de primer vicepresidente, lo asumió el segundo vicepresidente, coronel Justiniano Borgoño, acérrimo cacerista, eliminándose así cualquier escollo que pudiera interponerse en la vuelta del general Cáceres a la presidencia del Perú. Transgrediendo la Constitución, el gobierno de Borgoño disolvió el Congreso y convocó a elecciones con la única candidatura de Cáceres, quien como era de esperar triunfó e inauguró su segundo gobierno, el 10 de agosto de 1894. Este gobierno carecía de legitimidad y popularidad, por lo que era inevitable que surgiera la guerra civil.
En ese entonces, la oposición al gobierno cacerista (o del partido Constitucional) la representaban dos grupos políticos: 
- La Unión Cívica (que era una alianza entre los partidarios de Mariano Nicolás Valcárcel, disidente del cacerismo, y el Partido Civil); y
- El Partido Demócrata, de Nicolás de Piérola.

El 30 de marzo de 1894, en vísperas del fallecimiento de Morales Bermúdez, se firmó un pacto de coalición entre cívicos y demócratas «en defensa de la libertad electoral y de la libertad de sufragio». Se forma así la Coalición Nacional, que agrupaba  a los dos adversarios más enconados de la historia política peruana: los civilistas y los demócratas. A continuación empezaron a surgir espontáneamente en todas las provincias del Perú partidas de guerrilleros revolucionarios o montoneros, iniciándose así la rebelión civil contra el segundo gobierno del general Cáceres.
El movimiento al iniciarse no tenía todavía un jefe ni una dirección, pero entonces se designó a Guillermo Billinghurst para que fuera a Chile en busca de Nicolás de Piérola. Este aceptó encabezar la revolución y se embarcó en Iquique, el 19 de octubre de 1894; el día 24 desembarcó en Puerto Caballas, cerca de Pisco. De Pisco pasó a Chincha, donde el 4 de noviembre lanzó un Manifiesto a la Nación, tomando el título de «delegado nacional», y poniéndose de inmediato en campaña sobre Lima, reuniendo a los montoneros de las zonas próximas.

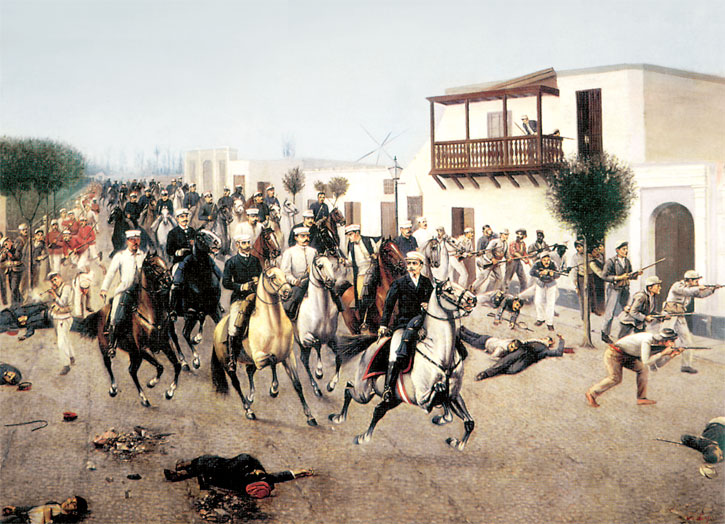
Piérola y sus montoneros entran a Lima por la Puerta de Cocharcas (17 de marzo de 1895).

Desde enero de 1895 Lima vivió en constante incertidumbre, pues se temía de un momento a otro el ataque de Piérola. Cáceres disponía de 4000 hombres bien armados, y los coalicionistas sólo tenían 3000. En la tarde del 16 de marzo de 1895 Piérola dispuso el ataque a la capital. Su ejército se dividió en tres cuerpos para atacar simultáneamente Lima por el Norte, Centro y Sur.
En la madrugada del domingo 17 de marzo empezó el ataque y Piérola, a caballo y al frente de sus huestes, entró por la Portada de Cocharcas, memorable suceso histórico que ha sido inmortalizado por el pincel de Juan Lepiani. Las fuerzas de Cáceres retrocedieron hasta el Palacio de Gobierno, combatiendo con denuedo. Piérola estableció su Cuartel General en la Plazuela del Teatro, a cuatro cuadras de la plaza de Armas. La lucha entre coalicionistas y caceristas fue muy sangrienta.
Al amanecer del 19 de marzo, más de 1000 cadáveres yacían insepultos en las calles y no menos de 2000 heridos en los hospitales. El fuerte calor veraniego empezó a descomponer los cadáveres, lo que amenazaba con desatar una epidemia. Se reunió entonces el cuerpo diplomático y bajo la presidencia del nuncio apostólico, monseñor José Macchi, se consiguió una tregua de 24 horas entre los combatientes para sepultar a los muertos y atender a los heridos. Técnicamente hablando, las fuerzas montoneras de Piérola no habían conseguido la victoria, pues el ejército de Cáceres permanecía prácticamente intacto; sin embargo el ambiente público era a favor de los revolucionarios y así lo entendieron los caceristas.
Prorrogado el armisticio, se firmó un acuerdo entre Luis Felipe Villarán (representante de Cáceres) y Enrique Bustamante y Salazar (representante de Piérola), bajo la mediación del Cuerpo Diplomático, acordándose el establecimiento de una Junta de Gobierno presidida por el civilista Manuel Candamo, y con dos representantes de Cáceres y dos de Piérola. La misión de esta Junta sería convocar a elecciones, mientras que los dos ejércitos se retiraban de la capital. El general Cáceres, luego de renunciar al gobierno, partió rumbo al extranjero. La revolución había triunfado.

### Elecciones de 1895
El 14 de abril de 1895 la Junta de Gobierno convocó a elecciones presidenciales. La Coalición Nacional, manteniendo la alianza, lanzó como era de esperar la candidatura de Piérola, quien sin contendor resultó elegido con abrumadora mayoría. Hasta entonces, las elecciones se hacían por el sistema indirecto de los Colegios Electorales: de los 4310 electores, 4150 votaron por Piérola. En aquella oportunidad, Piérola fue también electo como diputado por Arequipa

### Presidente Constitucional del Perú (1895-1899)

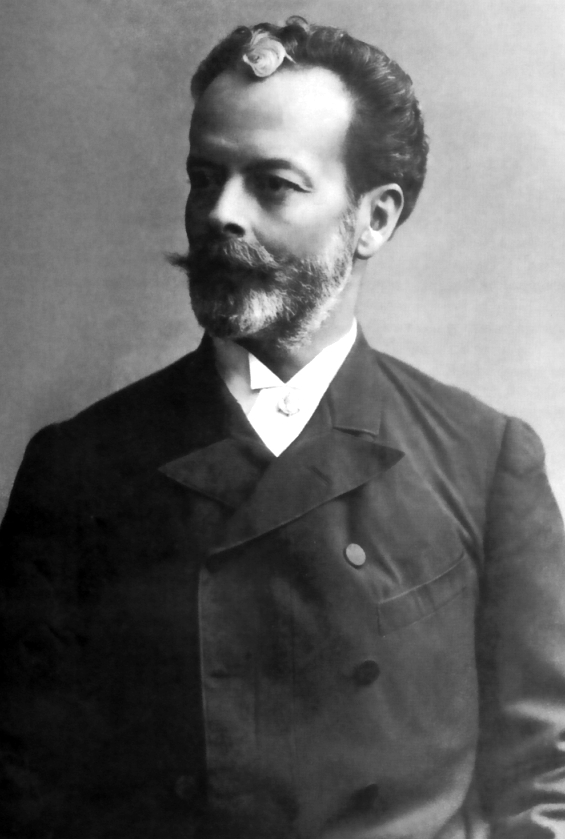
Piérola durante su segundo gobierno.

Nicolás fue ungido como Presidente de la República el 8 de septiembre de 1895, inaugurando una nueva etapa en la historia republicana del Perú que se conoce como la República Aristocrática. Esta gestión fue notable, convocó a los más capaces para ocupar funciones en el gobierno, sin tener en cuenta antecedentes partidarios; respetó escrupulosamente la Constitución; fortaleció las instituciones públicas e impulsó el desarrollo integral del país.
A continuación, las medidas que tomó este gobierno y otros hechos importantes.

#### Aspecto económico
- Se siguió una política de austeridad en el manejo de los fondos públicos. Se estimuló el ahorro, se evitaron empréstitos que endeudaran más al país y se fomentó la formación de cooperativas.
- Se estableció la primera ley normativa de la ejecución presupuestal.[2]
- Se abolió la “contribución personal” (reminiscencia del antiguo “tributo indígena”), en 1895.[40]
- Se redujeron los impuestos a los productos de primera necesidad como el arroz, la manteca y otros, pero se aumentaron los de aquellos considerados de placer o de vicio, como el alcohol y el tabaco.[41]
- Implantación del estanco de la sal, cuyo producto fue destinado como fondo para el rescate de Tacna y Arica, en poder de Chile.[42]
- Se implementó un drástica reforma del sistema tributario, con la creación de la Compañía Recaudadora de Impuestos S.A. (“La Recaudadora”), en reemplazo del antiguo sistema de recaudación fiscal que no era muy efectivo.[43]
- Se reformó el sistema monetario con la implantación del patrón de oro. Hasta entonces el Perú tenía como moneda el Sol de Plata, metal cuyo precio empezó a caer a nivel internacional. Por ley del 29 de diciembre de 1897 se ordenó la acuñación de monedas de oro, con el mismo ley y peso de la libra esterlina inglesa. Un decreto del 10 de enero de 1898 estableció el peso y ley de la nueva moneda nacional, la que se llamaría libra peruana y tendría en el anverso un escudo del Perú y por el reverso la efigie de un Inca. Durante el siguiente gobierno de Eduardo López de la Romaña, por ley de 14 de diciembre de 1901, se legalizó esta situación.[44]

#### Aspecto comercial e industrial
- Se protegió e incentivó a la industria agrícola y minera, que contó con el aporte de capitales nacionales y extranjeros. La industria azucarera evolucionó a su tecnificación, especialmente en los grandes centros agroindustriales del norte. La exportación del azúcar llegó en 1898 a las 105 731 toneladas, mientras que el consumo interno era de 25 000 toneladas. La minería tuvo un desarrollo más lento, iniciándose su verdadero despegue a principios del siglo XX. En 1897 se descubrieron los ricos yacimientos de Cerro de Pasco. La explotación del petróleo por el Estancamiento Industrial del Petróleo, de Zorritos, y por la London Pacific Petroleum, de Negritos, alcanzó un vasto desarrollo.
- Se impulsó el desarrollo de la Amazonía, cuyo auge económico se inició con la explotación del caucho. Un aventurero peruano, Carlos Fermín Fitzcarrald se convirtió en el “rey del caucho”.
- Debido al dinamismo de la economía, surgieron entidades industriales y comerciales que aceleraron el proceso de reconstrucción. En 1896 se fundaron la Sociedad Nacional de Minería y la Sociedad Nacional de Industrias.
- Surgieron igualmente nuevas instituciones financieras: el Banco del Perú y Londres, el Banco Internacional del Perú, el Banco Popular del Perú. Se formaron Compañías de Seguros, como la Compañía Internacional de Seguros y la Compañía de Seguros del Rímac.

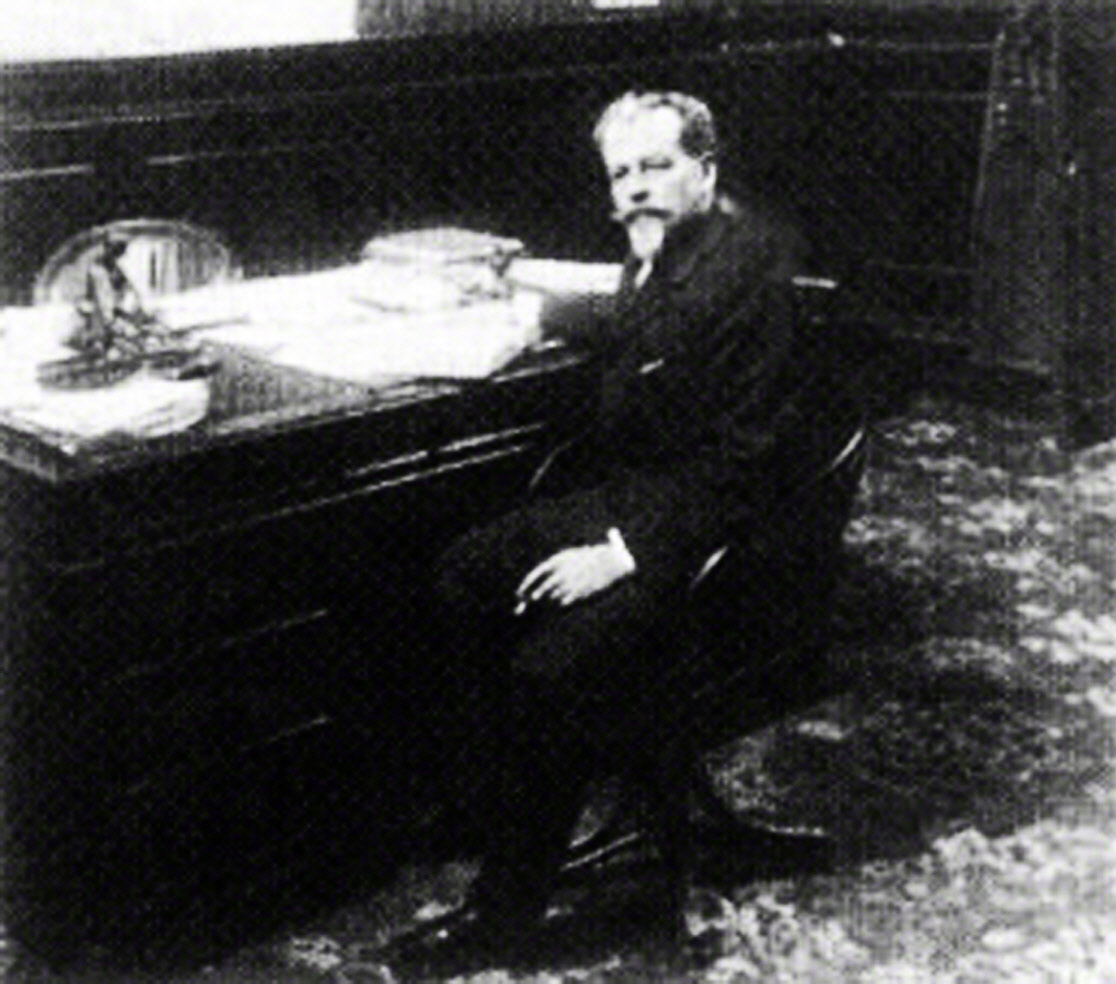
Nicolás de Piérola en su despacho.

#### Obras públicas
- Se llevó a cabo un plan de obras públicas sin recurrir a los empréstitos, gracias a la economía y a la organización fiscal.
- Por ley del 22 de enero de 1896 se creó el Ministerio de Fomento, para organizar un plan de obras públicas e impulsar el desarrollo industrial. Su primer ministro fue el ingeniero Eduardo López de Romaña, que después fue quien sucedió a Piérola en la presidencia.[45]
- Se impulsó la prolongación de caminos y ferrocarriles y la modernización de ciudades. Un camino, la llamada vía central o camino al Pichis comenzó a ser abierto para unir la costa con la selva amazónica.[46]

#### Aspecto militar
- Se contrató los servicios de una misión militar francesa, para modernizar al ejército. Estuvo presidida por el general Pablo Clément e integrada por los coroneles Eduardo Dogny y Claudio Perrot. Fue el comienzo del fin del viejo militarismo.[47]
- Se creó la Escuela Militar de Chorrillos, el 24 de abril de 1898, cuyo fin era hacer de la milicia una carrera técnica.[48]
- Se estableció el servicio militar obligatorio a partir del 27 de septiembre de 1898.[49]
- Se promulgó el primer Código de Justicia Militar, el 20 de diciembre de 1898, el cual, reemplazó a las ordenanzas militares españolas entonces vigentes.[50]

#### Desarrollo urbano de Lima y Callao
- Continuó el plan iniciado por José Balta de expandir la ciudad de Lima, luego de que fueran derruidas las murallas coloniales. Se construyó el Paseo Colón y se trazó la Avenida Brasil en dirección a la Magdalena. Se inició la Avenida de la Colmena, llamada después avenida Nicolás de Piérola, en dirección al Callao.
- Se levantaron nuevos edificios, como el de la Casa de Correos.
- Se crearon algunas sociedades para la atención de la ciudad, como la Compañía del Ferrocarril Urbano, la Empresa Transmisora de Fuerza Eléctrica,[51] la Compañía de Gas Acetileno, la empresa de irrigación y agua potable para Miraflores.[52]
- Como complemento del progreso urbano de la capital llegó también el progreso técnico: El primer fonógrafo (1896); el primer cinematógrafo (1897), cuya función inaugural fue dada con la presencia de Piérola;[53] los rayos Röntgen o rayos X (1896); los primeros automóviles (1898); y se aumentaron las líneas telefónicas.
- En el Callao se inauguró, costeado por suscripción popular, el monumento al héroe Miguel Grau, inaugurado el 21 de noviembre de 1897.[54]

#### Aspecto laboral
- Debido al auge económico y productivo, se crearon puestos de trabajo para los varones y para las mujeres en correos, telégrafos, teléfonos, fábricas. Lo de crear puestos de trabajo para mujeres fue un suceso revolucionario para la época.
- Como faltaba mano de obra, en 1899 se inició la inmigración japonesa.[55]
- En 1896 ocurrieron huelgas de los trabajadores de la fábrica de tejidos de Vitarte, de los tipógrafos de Lima que reclamaban el salario de 1869, y luego la de los pasteleros, en demanda los primeros de reducción de las horas de trabajo que sobrepasaban las ocho horas, y todos por mejores condiciones de trabajo así como de salarios.[56]

#### Reforma del sistema electoral
Se reformó el anticuado sistema eleccionario de los Colegios Electorales y del voto indirecto que había existido durante a lo largo del siglo XIX. En reemplazo de ese sistema se estableció la existencia de una Junta Electoral Nacional, formada por representantes del Congreso, del Gobierno y del Poder Judicial que dirigiría y controlaría las elecciones, y estableció el voto directo y público de todos los ciudadanos que supieran leer y escribir.

#### Aspecto internacional

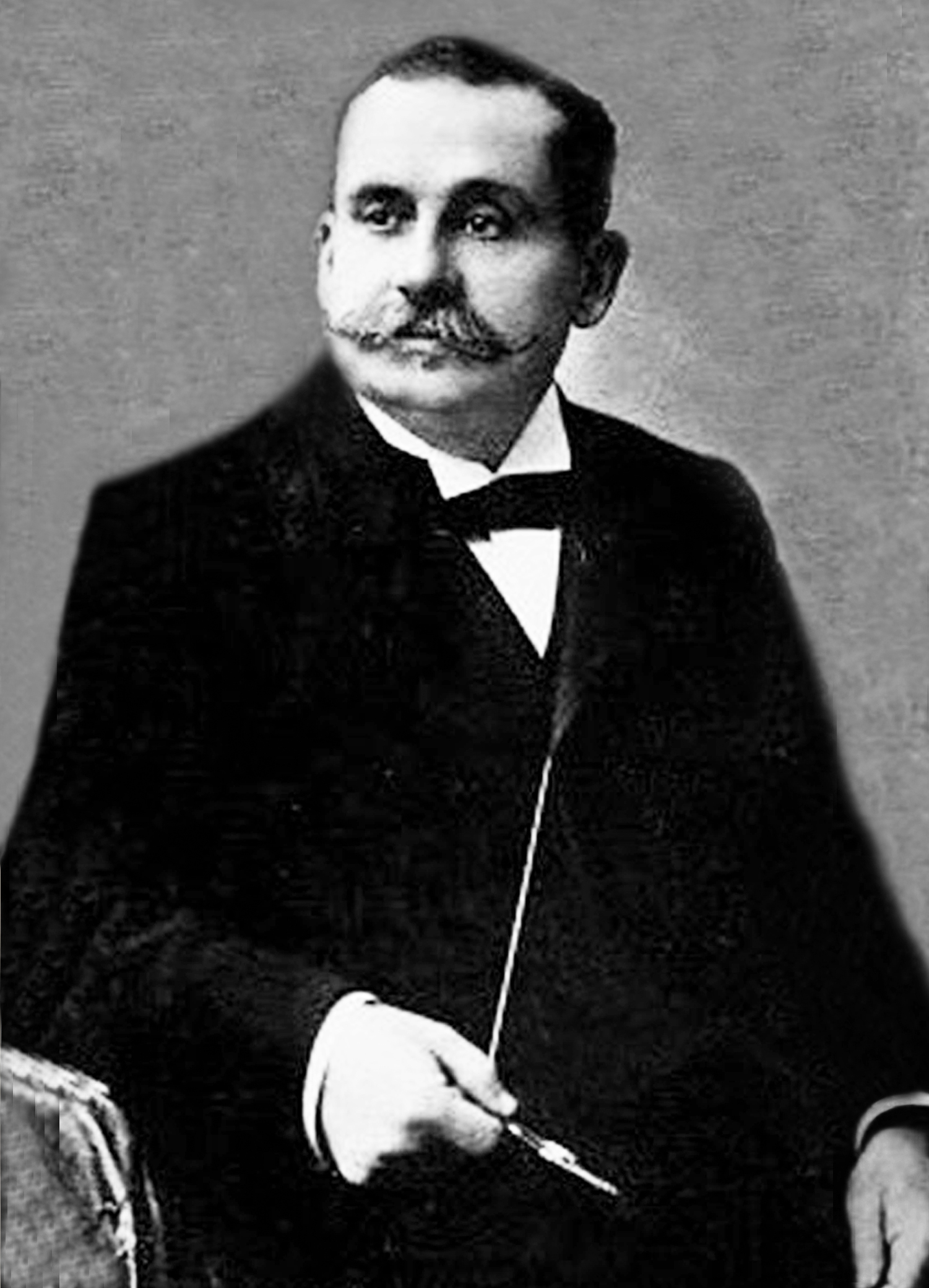
El vicepresidente Guillermo Billinghurst, en su calidad de ministro plenipotenciario, firmó con el canciller chileno Juan José Latorre el protocolo de 1898 para la realización del plebiscito de Tacna y Arica, lo que nunca llegó a concretarse.

- La cuestión de las provincias peruanas de Tacna y Arica bajo ocupación chilena demandó la atención de Piérola. Ya había vencido el plazo de diez años fijados para la realización del plebiscito que decidiría el destino final de dichas provincias y Chile no daba señales de querer cumplir lo pactado. Al principio no prosperaron las negociaciones peruanas, pero en 1898 el gobierno chileno, ante el conflicto que sostenía con Argentina por la Patagonia, se avino a realizar el plebiscito, firmándose el Protocolo Billinghurst-Latorre, que establecía el procedimiento normativo a seguir en tal consulta. Era notorio que la intención de Chile era evitarse un frente en el norte en el hipotético caso de una guerra con Argentina, por lo que no sorprendió que, tras llegar a un acuerdo para resolver pacíficamente su litigio con Argentina, volviera a dilatar la realización del plebiscito, acentuando su política de chilenización en Tacna y Arica, donde promovió la migración de chilenos a esas zonas y el hostigamiento a la población residente.[58]
- De otro lado, el gobierno peruano se hizo popular por su solidaridad latinoamericana. Ocurrió cuando se produjo el Gran Incendio de Guayaquil, en octubre de 1896, ocasión en el que envió al crucero Lima con la correspondiente ayuda para casos de desastres, tales como alimentos, ropa y medicinas.[59] En el mismo año dio su apoyo moral a Cuba, que había reemprendido su lucha por la independencia.[60]
- Por decreto del 11 de noviembre de 1896 se creó el Archivo Especial de Límites en el Ministerio de Relaciones Exteriores. Su función era estudiar y coleccionar los documentos referentes a los problemas de límites que el Perú sostenía con sus vecinos para que sirvieran de fuente de ilustración a los diplomáticos.[61]
- Por esta época se sitúa también un pretendido plan para la balcanización o polonización de Bolivia, es decir, su repartición territorial entre Perú, Argentina y Chile. El presidente chileno Federico Errázuriz Echaurren hizo reservadamente esa propuesta, que consistía en lo siguiente: Argentina se quedaría con Tarija y el Chaco Central, Chile con Oruro y Potosí, y Perú con Beni y La Paz (1896). El vicepresidente peruano Guillermo Billinghurst, conocido por su antibolivianismo, se mostró también interesado en dicho plan y entró en conversaciones con la parte chilena.[62] Pero para 1898, Chile enfrentó una amenaza de guerra con Argentina, por lo que ya no tuvo interés en llevar a cabo ese plan. Esto, aparentemente, frustró a Piérola, pues con la ejecución de ese plan habría pensado redimirse ante su pueblo del desastre de la Guerra del Pacífico y recuperar Tacna y Arica.[63]
- El supuesto interés de Piérola para llevar a cabo la “polonización” de Bolivia, es una versión que originalmente fue transmitida por el historiador chileno Jaime Eyzaguirre, quien relata las conversaciones que tuvo el presidente peruano con el ministro plenipotenciario chileno en Lima, Domingo Amunátegui Rivera, en diciembre de 1898.[64][65] Según esta versión, Piérola se mostró extrañamente sincero en su diálogo con el chileno y habría dicho lo siguiente:[63]

“estamos hartos de Bolivia, país que nos molesta hasta con su moneda feble. Perú podría quedarse con las regiones de La Paz y Beni; Chile, con las de Potosí (excepto Tupiza) y Oruro; Argentina con Tupiza y otros sectores surbolivianos. En tal forma, borrado del mapa el altiplano independiente, ya no sería problema restituir Tacna y Arica…"

Amunátegui remitió esta información a su cancillería, pero en ese momento no se hizo pública. El plan de la “polonización” de Bolivia se pondría al descubierto durante el gobierno de Eduardo López de Romaña, sucesor de Piérola a partir de 1899, y en este caso el acusado de hacer tal propuesta fue el gobierno chileno, según lo denunció la parte peruana.
- En realidad, el tema principal de la conversación de Piérola y el ministro chileno Amunátegui en diciembre de 1898 había sido la crisis política en que se debatía entonces Bolivia. En este país había estallado una rebelión federal contra el presidente Severo Fernández Alonso, lo que desencadenó una guerra civil, lo que hizo temer la unidad boliviana. Piérola apoyaba la rebelión federal y acusaba al gobierno de Fernández Alonso de apoyar al mariscal Cáceres, su rival político, y preguntaba cuál sería la posición de Chile sobre ello. Según la opinión del historiador Basadre, la alusión de Piérola a la repartición de Bolivia habría sido solo un “sondeo y exploración” para conocer la opinión de la parte chilena, sin que se llegara jamás a un acuerdo oficial al respecto.[64][66]

### Política interna

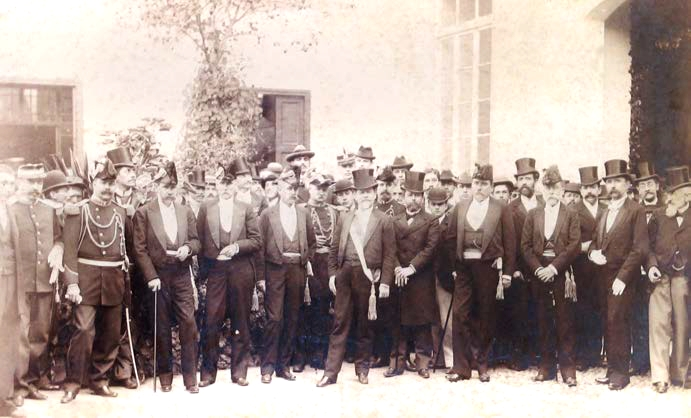
El gabinete ministerial presidido por Manuel Pablo Olaechea, el tercero del gobierno de Piérola en 1896.

Piérola no tuvo una verdadera oposición. El país gozó de las más amplias libertades sin producirse desbordes populares. El Partido Civil que formaba parte de la Coalición Nacional colaboró en su gobierno y varios civilistas fueron sus ministros. La Unión Cívica también colaboró con el gobierno. El Partido Constitucional de Cáceres, apartado de la vida pública después del triunfo de la revolución, se mantuvo en la abstención. No se produjeron movimientos revolucionarios a excepción del ocurrido en Loreto, de carácter federal, encabezado por Mariano José Madueño, que fracasó sin mayores incidentes.
El único que hizo oposición a Piérola fue el notable literato e intelectual Manuel González Prada y su pequeño partido recién formado, la Unión Nacional. Prada estuvo algunos años en Europa, pero de regreso al Perú en 1898, emprendió una campaña de violentos discursos y reuniones públicas en las que atacaba al gobierno, y en especial, a la persona de Piérola. Particularmente, le reprochaba no haber realizado reformas en los temas agrario, obrero e indígena.

#### Elecciones de 1899
En 1899, finalizando el mandato de Piérola, se convocaron a elecciones. Piérola no otorgó apoyo oficial a ningún candidato; su partido, el Demócrata, se dividió en dos bandos: uno de ellos, que iba en alianza con los civilistas, lanzó la candidatura del ingeniero Eduardo López de Romaña; el otro bando, la de los demócratas “oficiales”, designó a Guillermo Billinghurst. En las elecciones se aplicó por primera vez en la historia peruana el voto directo, saliendo triunfador López de Romaña.

### Últimos años

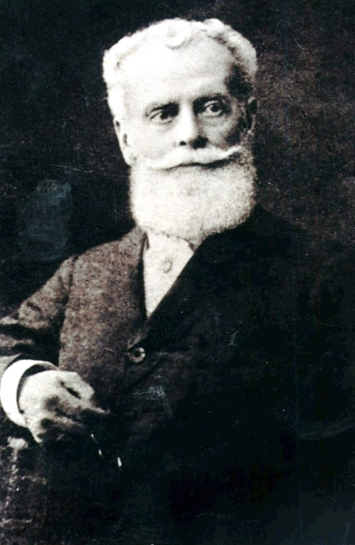
Nicolás de Piérola en 1910.

Nicolás de Piérola no volvió a ejercer cargo público tras salir de la presidencia el 8 de septiembre de 1899, permaneciendo retirado de las actividades políticas, aunque no totalmente. Asumió la dirección de una empresa de construcciones, llamada La Colmena, hasta 1909, que se dedicaba a la construcción de fincas y a la explotación de las azufreras de Bayóvar, en Piura. Sin embargo, continuó inspirando los grandes lineamientos de la política de su partido, el Demócrata.
En 1900 encabezó una lista que postuló a la Alcaldía de Lima, pero inesperadamente fue derrotado por una lista independiente, liderada por Federico Elguera.
En 1904, nuevamente postuló a la Presidencia de la República, a la cabeza del Partido Demócrata, pero luego de dar una serie de vibrantes discursos, se retiró poco antes de realizarse las elecciones, aduciendo falta de garantías, lo que originó que su contrincante, José Pardo y Barreda, candidato de la alianza entre civilistas y constitucionalistas, resultara ganador. Desde entonces, Piérola se abstuvo de postular a la presidencia, pues según su opinión, no quería ser cómplice de una farsa y que abstenerse era «obrar y obrar de la manera más eficaz y saludable posible».
El 29 de mayo de 1909, durante el primer gobierno de Augusto B. Leguía Salcedo, un grupo de ciudadanos simpatizantes del Partido Demócrata o pierolista, lograron entrar a tumulto a Palacio de Gobierno. Encontraron a Leguía en su despacho. Los revoltosos le pidieron su renuncia. Encabezaban la turba Carlos de Piérola (hermano de Nicolás) y los hermanos Isaías y Amadeo de Piérola (hijos de Nicolás). Leguía se negó a renunciar. Entonces, los amotinados secuestraron al Presidente de la República y lo llevaron hasta la Plaza de la Inquisición y, al pie del monumento a Bolívar, lo conminaron a renunciar por segunda vez. Leguía volvió a negar su renuncia. Intervino la fuerza pública, que logró rescatar al presidente luego de un tiroteo que mató a más de cien manifestantes. A pesar de no haber tenido participación en esta revuelta, Nicolás de Piérola tuvo que esconderse ante la persecución desatada por el gobierno.

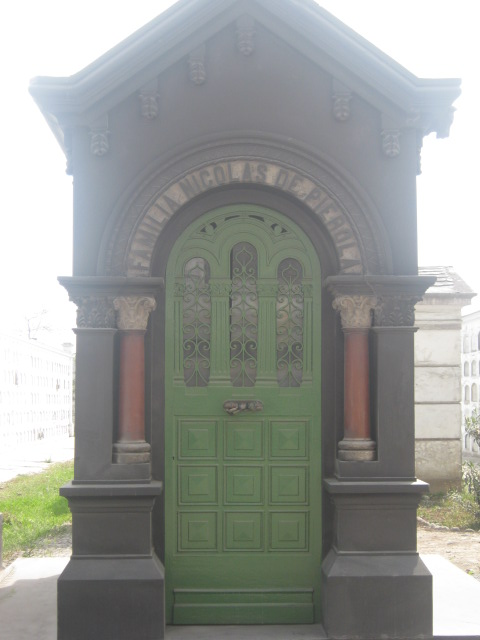
Mausoleo de Nicolás de Piérola en el cementerio Presbítero Matías Maestro de Lima.

Al acercarse las elecciones de 1912, se produjo una conferencia de delegados de los partidos de oposición (el civilismo independiente, el Demócrata, el Liberal y el Constitucional) para intentar unificar sus fuerzas en una candidatura única, que enfrentase al candidato oficialista Ántero Aspíllaga (apoyado abiertamente por el presidente Leguía). Piérola participó como representante de su partido. Pero se retiró de la conferencia al no estar de acuerdo con las condiciones que los delegados del civilismo independiente querían imponer, como la de buscar un candidato que no ofreciera resistencias al presidente Leguía. Era evidente que los civilistas no querían a Piérola como candidato. El caudillo, al igual que en 1903, 1904 y 1908, mantuvo pues su línea política de abstenerse a participar en las elecciones, pues consideraba que no habían garantías, e impuso a sus partidarios esa decisión personal. Y cuando emergió a última hora la candidatura popular de Guillermo Billinghurst (su ex partidario), Piérola se negó también a apoyarlo y propuso infructuosamente la convocatoria de nuevas elecciones, en lo que fue su último mensaje al país, el 14 de julio de 1912, que empezaba con la siguiente frase: «Y seguimos al abismo con ceguedad inconcebible».
Poco después, Piérola tuvo un diálogo con el ya presidente Billinghurst, cuando este amenazó al Congreso con disolverlo si no legislaba en favor de los obreros: «Señor Billinghurst ¿Como piensa gobernar bien el país si antes no gobierna bien sus nervios?», dícese que le dijo.
A mediados de junio de 1913 se anunció el grave estado de su salud. Diversas personalidades fueron a visitarle en su casa de la calle del Milagro en Lima, entre ellos el presidente Billinghurst y el expresidente Leguía. Falleció a las 9 y 26 minutos de la noche del 23 de junio de 1913. Sus funerales constituyeron todo un acontecimiento que convocó a una multitud de personas. En las paredes de las calles, partidarios enfervorizados escribieron: «Piérola ha muerto. ¡Viva Piérola!».